# Clanis phalaris
Clanis phalaris är en fjärilsart som beskrevs av Pieter Cramer 1777. Clanis phalaris ingår i släktet Clanis och familjen svärmare. Inga underarter finns listade i Catalogue of Life.

## Bildgalleri

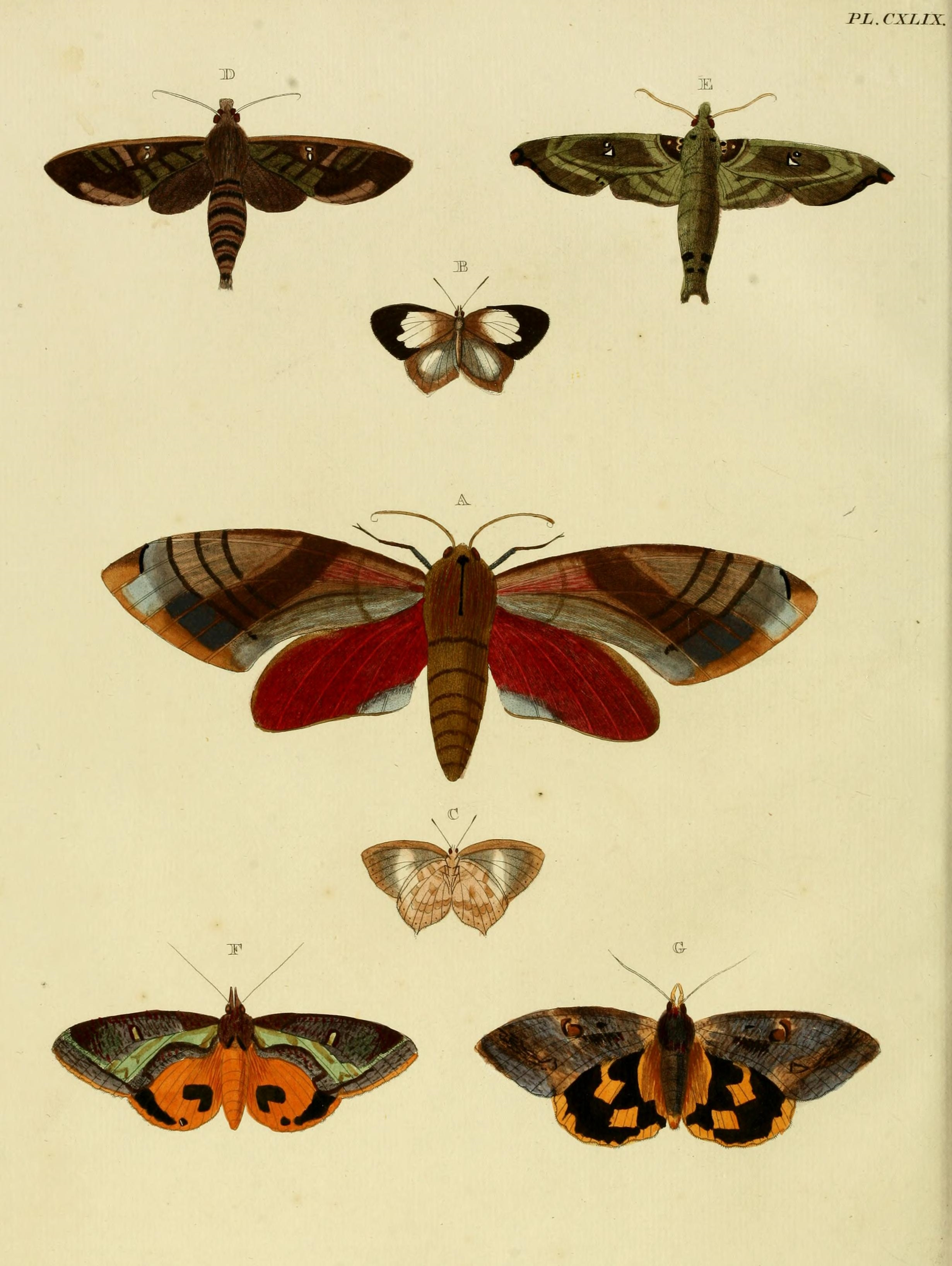